# 裴藻 (北朝)
裴藻（？—？），字文芳，河东郡（今山西省运城市）人，北齐、北周官员。

## 生平
裴藻少年时机敏善辨，有不可拘限的志向，后出任北齐太傅司马子如的主簿，司马子如的儿子司马消难出任北豫州刺史，又以裴藻担任中兵参军。天保末年，齐文宣帝高洋昏庸暴虐。暗中策划自保的计谋，委屈己意抚慰部众。司马消难娶高欢之女，感情不好，公主上诉齐文宣帝。天保九年（558年），上党王高涣逃亡，邺城大为骚乱，朝廷怀疑高涣逃到成皋。司马消难的堂弟司马子瑞担任尚书左丞，和御史中丞毕义云有矛盾，毕义云派遣御史张子阶前往北豫州打探消息，张子阶到北豫州先把司马消难的典签和家客囚禁起来，司马消难害怕，秘密的命令他所亲信的裴藻假托私事请假，从小路进入关中，向北周请求献出北豫州投降。裴藻后在北周封闻喜县男，出任晋州刺史。